# Clavelina ossipandae
O panda-esqueleto-do-mar (nome científico: Clavelina ossipandae) (em japonês: ガイコツパンダホヤ; romaniz.: gaikotsu-panda-hoya), é uma espécie de ascídio colonial, um grupo de invertebrados sésseis que se alimentam como filtros marinhos. Originalmente descoberto perto da Ilha Kume [en], no Japão, por mergulhadores locais, as fotos do animal chamaram a atenção da mídia por sua aparência antes de sua descrição taxonômica formal em 2024.
Entre os ascídios, o Clavelina ossipandae é mais reconhecível por seus vasos sanguíneos horizontais brancos, que lhe dão uma aparência de esqueleto, e pontos frontais pretos de função desconhecida, comparados aos olhos e ao nariz de um panda. Após ser apresentado em programas de televisão e nas mídias sociais, uma expedição financiada coletivamente coletou amostras do animal em 2021 e os pesquisadores o descreveram formalmente três anos depois.
O Clavelina ossipandae vive a cerca de 20 metros de profundidade, ancorado na superfície de recifes de coral com fortes correntes. Vive em colônias de um a quatro indivíduos transparentes ou zooides medindo até 2 centímetros cada. Os indivíduos de uma colônia são ligados por conexões chamadas estolhos e se originam de um único organismo que se reproduz assexuadamente, embora também sejam capazes de se reproduzir sexualmente.

## História
Apesar do Clavelina ossipandae ainda não ter sido descrito formalmente na época, imagens do animal foram compartilhadas em 2017 por mergulhadores da Ilha Kume, no Arquipélago japonês de Ryūkyū, em especial, Shunji Terai, cuja loja de itens de mergulho atraiu turistas interessados em ver as criaturas. Popular nas redes sociais como o Twitter, o animal também fez aparições em programas de televisão da NHK assim como em emissoras comerciais.
As imagens chamaram atenção do especialista em tunicados Naohiro Hasegawa da Universidade de Hokkaido, que as encontrou no Twitter em 2018 e reconheceu que o animal era diferente de outras espécies de ascídios. Em expedição financiada coletivamente, uma equipe de pesquisadores japoneses liderada por Hasegawa recolheu amostras em 2021 no afloramento rochoso de Tonbara, Ilha Kume, o qual é acessível apenas no inverno devido às correntes marítimas e o vento. Em um artigo publicado em 2024 anunciando a descoberta, a equipe descreveu a nova espécie como Clavelina ossipandae.:59–60 Os pesquisadores coletaram quatro colônias de um a quatro indivíduos, posteriormente enviadas para a Coleção de Invertebrados do Museu da Universidade de Hokkaido em Sapporo.:59

## Etimologia
O nome comum de gaikotsu-panda-hoya (ガイコツパンダホヤ, traduzido como "esguicho-do-mar panda esqueleto" ou “ascídio esqueleto de panda”) foi dado ao animal por usuários japoneses da Internet depois que as primeiras fotos foram compartilhadas on-line.:53
O nome genérico Clavelina, que em latim significa “pequena garrafa”, refere-se à forma dos zooides (membros individuais da colônia) no gênero. O epíteto específico ossipandae é derivado do latim os (osso) e panda. Assim como o nome comum, ele se refere às marcas brancas semelhantes a costelas nas laterais do zooide, bem como aos padrões em preto e branco em sua parte frontal, lembrando a face do panda-gigante.:56

## Descrição

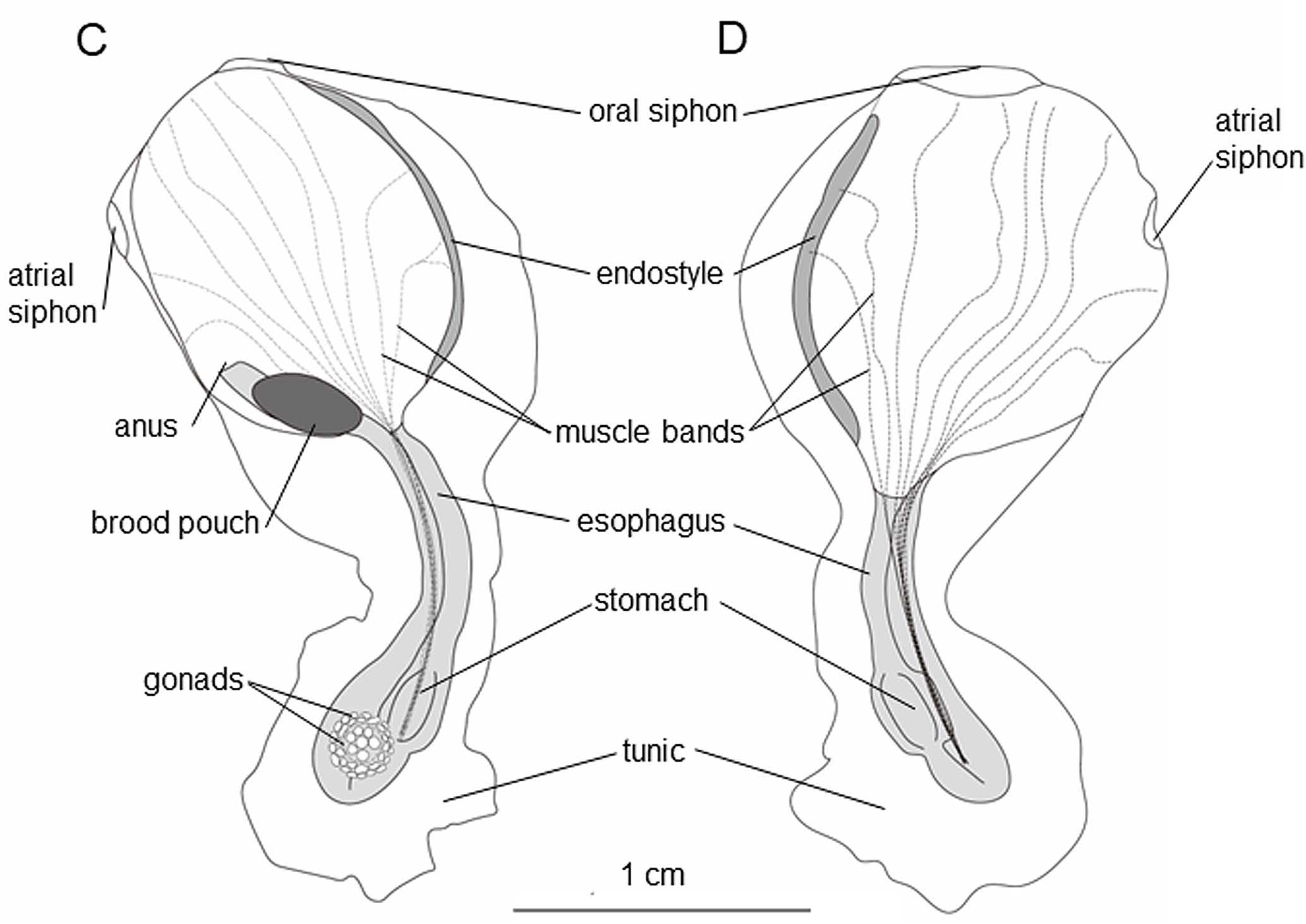
Zooide de Clavelina ossipandae (C: lado direito, D: lado esquerdo)

Clavelina ossipandae é um pequeno tunicado colonial, encontrado em colônias de um a quatro zooides. Diferentemente dos gêneros relacionados Euclavella e Nephtheis, os zooides são livres, o que significa que não compartilham uma túnica comum, embora se estendam de uma massa basal e estejam conectados por meio de estolhos vasculares. Foi relatado que zooides individuais têm até 2 centímetros de comprimento, com espécimes amostrados variando de 7 a 14 milímetros de comprimento.:55, 57

### Anatomia
Cada zooide é coberto por sua própria túnica transparente, que, como na maioria dos esguichos-do-mar, possui duas aberturas visíveis, os sifões oral e atrial. O sifão oral, por meio do qual as partículas de alimento são levadas para a faringe, é cercado por 10 tentáculos orais. A faringe é a principal cavidade na qual o alimento é filtrado, canalizado por um tubérculo dorsal com uma abertura ciliar semelhante a uma fenda. A parte posterior da faringe é revestida por uma série de lâminas dorsais em forma de língua que ajudam a transportar o alimento. Um endóstilo, outro órgão que auxilia na alimentação por filtração, está presente na parte da frente, abaixo do sifão oral.:57–58 O esôfago conecta a faringe ao estômago no meio do abdômen, seguido por uma alça intestinal em forma de tubo. A última leva ao ânus, onde os resíduos são expelidos pelo sifão atrial.:57–58
A túnica é dividida em segmentos torácicos e abdominais, quase iguais em comprimento, embora a túnica torácica seja mais fina e macia do que sua contraparte abdominal. O tórax apresenta de 10 a 11 pares de faixas musculares longitudinais, sendo que 2 vão do abdômen ao endóstilo, 5 a 6 ao sifão oral e 2 a 4 ao lado dorsal.:57

### Padrões
Os espécimes apresentam vários vasos sanguíneos transversais brancos ao longo de seu comprimento, dando a aparência de uma série de costelas.:59 O endóstilo preto é visível abaixo do sifão oral, bem como uma linha preta médio-dorsal abaixo do sifão atrial.:57
A Clavelina ossipandae também é reconhecível pelas marcas pretas em sua porção anterior branca (um ponto central entre os sifões oral e atrial, cercado por duas faixas laterais), uma característica única no gênero Clavelina. Duas outras espécies do gênero são conhecidas por apresentarem padrões semelhantes, embora difiram na cor, sendo azul-escuro sobre azul-claro em C. moluccensis [en] e azul sobre amarelo em C. viola.:61

### Ciclo de vida
Os espécimes de Clavelina ossipandae são hermafroditas: eles possuem ovários e folículos testiculares, presos ao lado esquerdo do intestino além do estômago. Uma bolsa de criação está presente na parte posterior do tórax, onde os ovos e as larvas se desenvolvem. Como em todos os tunicados, as larvas são móveis e têm formato de girino. Elas medem cerca de 1,25 milímetros de comprimento, dos quais a cauda mede 0,75 milímetros. O corpo da larva é dividido em uma placa frontal, com três papilas adesivas, e um tronco com um ocelo e um otólito.:59 Como outros ascídios coloniais de seu gênero, a Clavelina ossipandae também pode se reproduzir assexuadamente por meio de gemulação.:53

## Taxonomia

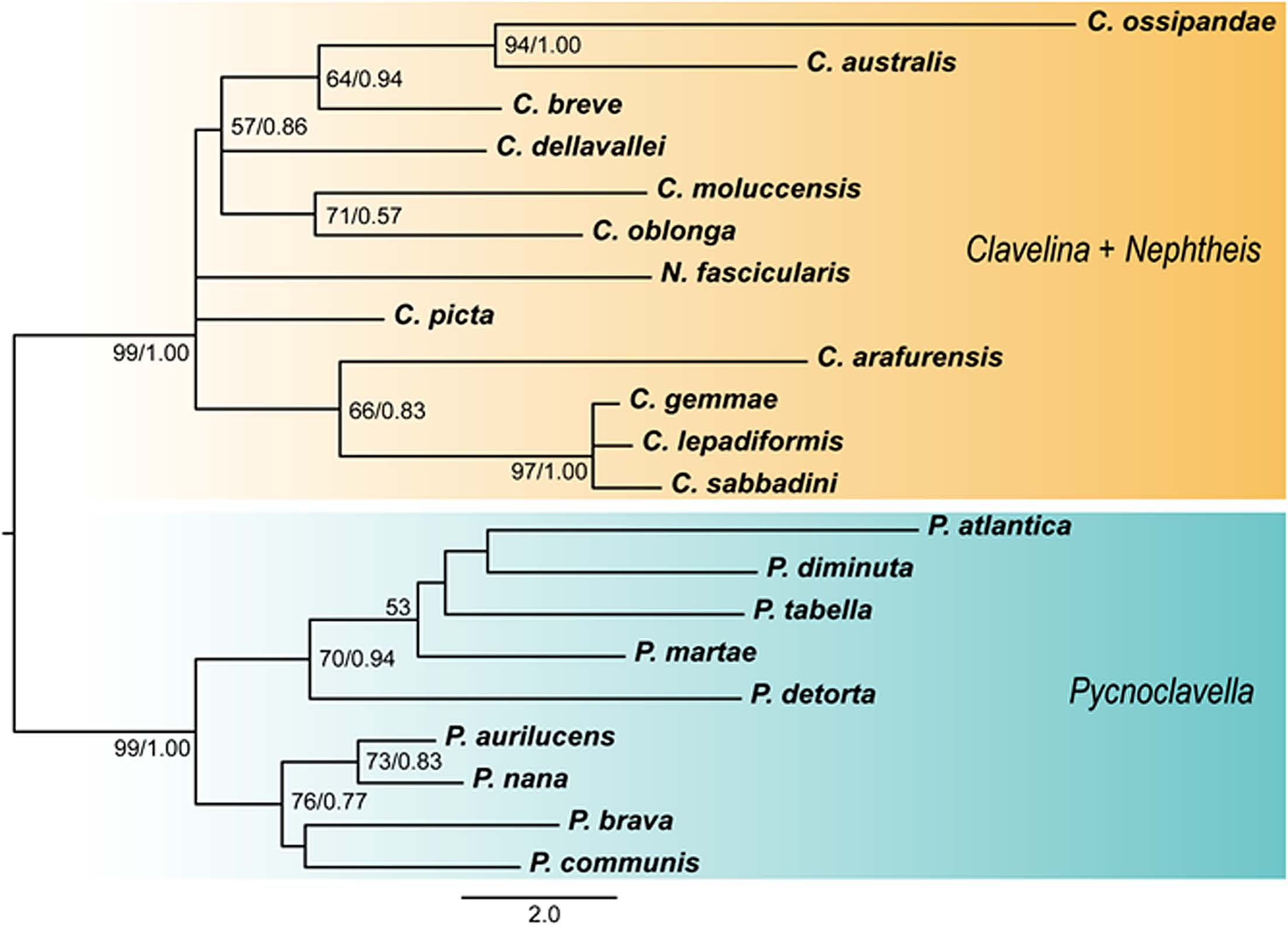
Cladograma mostrando a posição recuperada de Clavelina ossipandae entre as espécies relacionadas.

Várias características morfológicas foram usadas para identificar Clavelina ossipandae como membro do gênero Clavelina [en]. A saber, os zooides são livres em vez de totalmente embutidos, as larvas não possuem as estruturas tubulares em seus órgãos adesivos característicos do gênero relacionado Pycnoclavella [en] e o número de fileiras de fendas faríngeas [en] (10-14) é consistente com a faixa observada nas espécies de Clavelina (8-20).:61
Por meio do sequenciamento do gene citocromo c oxidase subunidade 1 [en] do holótipo e de um parátipo, Clavelina ossipandae foi identificada como a espécie irmã de C. australis dentro do gênero Clavelina.:60

## Distribuição e ecologia
Sabe-se que a espécie vive nas águas da costa da Ilha Kume, no Japão, onde foram obtidos os relatórios originais e as amostras posteriores. As colônias foram observadas em profundidades de 10 a 20 metros, ancoradas em recifes de coral, e acredita-se que vivam especificamente em áreas com correntes rápidas. É a primeira espécie de ascídio conhecida da Ilha Kume, embora outros espécimes tenham sido coletados na localidade e estejam aguardando descrição desde 2024.:61